# Kościół św. Jana Chrzciciela i św. Andrzeja Apostoła w Cegłowie
Kościół świętego Jana Chrzciciela i świętego Andrzeja Apostoła w Cegłowie – rzymskokatolicki kościół parafialny należący do dekanatu mińskiego-Narodzenia NMP diecezji warszawsko-praskiej.

## Historia
Murowana świątynia została wzniesiona w połowie XVI wieku na miejscu drewnianej budowli. W 1. połowie XVII stulecia (w latach 1603-1629) na prośbę biskupa Wawrzyńca Goślickiego, została gruntownie odnowiona. W dniu 21 grudnia 1629 roku odrestaurowana budowla – razem z głównym ołtarzem, przekazanym przez kapitułę warszawską oraz trzema dzwonami – została poświęcona przez biskupa poznańskiego Macieja Łubieńskiego. W tym czasie świątynia otrzymała wezwanie św. Jana Chrzciciela i Andrzeja Apostoła i tak jest do tej pory. W XIX wieku i na początku XX wieku kościół był remontowany. W latach 1827–1866 w świątyni zostało przebudowane prezbiterium i został wzniesiony portal wejściowy do zakrystii. W 1862 roku dach został gruntownie wyremontowany. Następnie zostały wymienione oblicowania ścian i został nadbudowany gzyms koronujący. Około 1914 roku zostało powiększone wejście do kościoła poprzez wybicie głównych drzwi od strony zachodniej i zostało zastąpione sklepienie w kruchcie stropem Kleina. W dwudziestoleciu międzywojennym, zanim miejscowość została zelektryfikowana, świątynia była oświetlana światłem elektrycznym w czasie świąt i większych uroczystości kościelnych. Prąd o napięciu 110 woltów dostarczany był z młyna motorowego napędzanego ropą.

## Architektura i wyposażenie

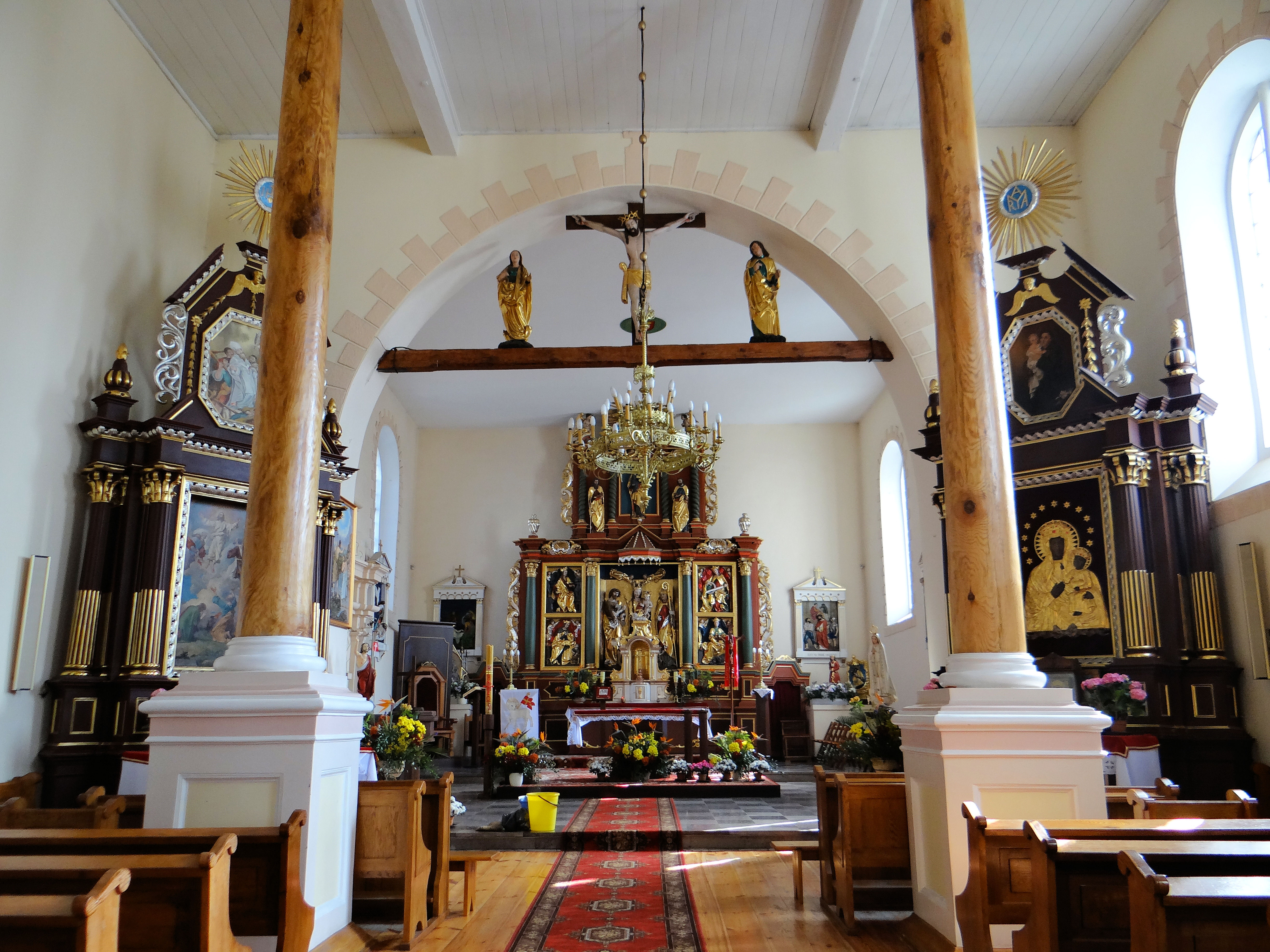
Wnętrze świątyni

Jest to budowla murowana, wzniesiona z cegły. Ściana wschodnia, szczyt prezbiterium oraz zakrystia są otynkowane. Na narożach znajdują się skarpy, wzniesiona na planie koła. Okna świątyni są zamknięte półkoliście i mieszczą się tylko w południowej ścianie. Kościół nie został wybudowany na fundamentach, tylko na głazach i kamieniach, przesypywanych ziemią. Do wyposażenia świątyni należą: późnogotycki tryptyk pochodzący z 1510 roku, wykonany przez Lazarusa, ucznia Wita Stwosza, cztery ołtarze reprezentujące styl barokowy, pochodzące z XIX wieku, ambona i chrzcielnica pochodzące z XVIII wieku, kropielnica wykonana z granitu, pochodząca z XVII wieku oraz drobne elementy wystroju i wyposażenia, pochodzące z XVII/XIX wieku.